# 伊戈尔·季亚科诺夫
伊戈尔·米哈伊洛维奇·季亚科诺夫（俄语： 1915年1月12日—1999年5月2日）俄罗斯古代近东知名历史学家、语言学家、翻译家，曾与俄罗斯另一知名语言学家谢尔盖·阿纳托利耶维奇·斯塔罗斯金一同研究高加索诸语言、亚非语系和胡里安-乌拉尔图语系。